# Ina Balin
Ina Balin, eg Ina Rosenberg, född 12 november 1937 i Brooklyn, New York, död 20 juni 1990 i New Haven, Connecticut, var en amerikansk skådespelerska. Hon är mest känd för sin medverkan i filmen Lycksökaren (From the Terrace) 1960, för vilken hon fick två Golden Globe Award-nomineringar.
År 1959 vann Balin Theatre World Award för sin medverkan i Broadway-komedin A Majority of One. År 1961 vann hon Golden Globe-priset för årets nya skådespelerska  för sin kritikerrosade prestation i From the Terrace, och nominerades till Golden Globe-priset för bästa kvinnliga biroll.
1966 turnerade Balin i Vietnam med USO på den första av många resor till den krigshärjade regionen. 1975 hjälpte hon till med evakueringen av föräldralösa barn under Saigons fall. Så småningom adopterade hon tre av dessa föräldralösa barn. År 1980 spelade hon sig själv i The Children of An Lac, en tv-film baserad på hennes upplevelser.
Balin dog den 20 juni 1990 52 år gammal på Yale-New Haven Hospital i New Haven, Connecticut, av komplikationer av kronisk lungsjukdom.

## Filmografi (urval)
- 1958 – The Black Orchid
- 1960 – Lycksökaren
- 1961 – The Comancheros
- 1965 – Mannen från Nasaret
- 1969 – Charro